# Oceaniphisis kororensis
Oceaniphisis kororensis är en insektsart som beskrevs av Kevan, D.K.M. 1992. Oceaniphisis kororensis ingår i släktet Oceaniphisis och familjen vårtbitare. Inga underarter finns listade i Catalogue of Life.